# Ostroh
Ostroh (ukrainska: Остро́г uttal (fil); ryska: Остро́г, Ostrog) är en stad i Rivne oblast i västra Ukraina. Folkmängden uppgick till 13 892 invånare i början av 2024.
Staden nämns första gången i en krönika från 1100-talet. Från 1386 tillhörde den storfurstendömet Litauen och familjen Ostrogski som lät bygga en borg och en kyrka. Ostroh erövrades av Bogdan Chmelnytskyj 1648 och borgen och kyrkan lades i ruiner.
Stadens universitet, även kallat Ostrohs akademi, har anor från 1600-talet.